# 알제 원정 (1541년)
제3차 알제 원정은 1541년 신성 로마 제국 황제이자 스페인 국왕인 카를 5세가 오늘날 알제리에 해당되는 알제 섭정국의 수도 알제 시를 상대로 벌인 상륙 작전과 공성전이다. 그러나 악천후를 비롯한 전투 대비가 부족했던 탓에 원정군 측의 패배로 끝났다.

## 배경
알제는 1529년 바르바로스 하이레딘 파샤가 이끄는 오스만군의 점령으로 오스만 제국 황제 쉴레이만 대제의 지배를 받게 되었다. 한동안 알제 총독으로 있던 바르바로스는 1535년 알제를 떠나 콘스탄티노플에 정박한 오스만 제국 함대의 제독으로 임명되었고, 그 후임 총독으로는 사르데냐에서 귀순해온 오스만 왕실의 내시 하산 아가 (Hasan Agha)가 임명됐다. 하산은 드라구트, 살리흐 레이스, 시난 파샤 등 명성 있는 오스만 해군 사령관 밑에서 복무한 바 있었다.
한편 카를 5세는 최근 오스만측이 승리를 거둔 부더 포위전에 대한 복수를 희망하면서 알제 원정을 위해 상당한 준비를 거쳤다. 그러나 스페인과 제노바 해군은 폭풍으로 인해 심각한 피해를 입어 원정을 포기하고 말았다.

## 전개
카를 5세는 독일과 플란데런 문제로 출발일을 지연한 끝에 1541년 9월 28일 몸소 원정에 나섰다. 카를 5세의 함대는 스페인 마요르카섬의 팔마 만에 집결했다. 당시 함대의 규모는 함선 500척 이상, 병력 24,000명으로 집계됐다. 스페인과 네덜란드로에서 알제까지 군대를 수송하기 위해 안드레아 도리아가 이끄는 해군 함대가 파견되었으며, 제노바 공화국, 나폴리 왕국, 예루살렘 성 요한 기사단 등 연합국의 지원을 받았다.
궂은 날씨를 버텨낸 안드레아 도레아의 함대는 10월 19일에서야 폭풍이 몰아치는 알제 앞바다에 도착했다. 멕시코 정복자 에르난 코르테스를 비롯하여 스페인 최우수 사령관들이 카를 5세의 원정대에 동행하였다. 다만 코르테스는 전쟁 회의에 초청받지 못했다.
10월 23일 군대와 함께 하선한 카를 5세는 알제 인근의 곶에 본부를 세우고 독일군에게 주변 경비를 맡겼다. 몰타 기사단 150명이 합류한 독일군, 스페인군, 이탈리아군은 알제리군의 저항을 격퇴하면서 상륙전에 나섰고, 곧이어 북부를 제외한 알제 대부분을 포위하게 되었다. 바르바로스 하이레딘 총독의 대리로 있던 하산 아가는 바브아준의 성문에서 방어전에 총력을 다하였고, 몰타 기사단의 사상자는 심각한 규모에 이르렀다.
그럼에도 카를 5세의 포위전은 격화되어 도시의 운명은 결정된 것처럼 보였다. 그러나 다음날에는 폭우가 내리면서 날씨가 더욱 궂어졌다. 갤리선 다수가 닻을 상실하였고, 그 가운데 15척은 육지와 부딫혀 난파당했다. 카라카 33척도 침몰했고 그보다 더 많은 선박이 이리저리 흩어지는 모양새가 되었다. 이 시점에서 더 많은 병력이 상륙전에 투입되자, 알제리군은 출격에 나서 전장에 도착한 병사들을 공격하였다. 이 과정에서 카를 5세가 포위되었으나 몰타 기사단의 항전으로 구출에 성공했다.
안드레아 도리아는 알제 만 동쪽 마티푸곶에 파손되지 않은 전함들을 피난시킨 뒤, 카를 5세에게 지금 큰 어려움을 겪고 있는 그곳에서 빠져나와 마티푸곶으로 집결하자고 청하였다. 비교적 안전한 그곳에서도 악천후를 버틸수 없었던 안드레아 도리아의 함대는 당시 스페인 항구였던 베자이아 항구로 나아갔다. 이후 카를 5세는 11월 23일이 되어서야 먼 바다로 출항할 수 있게 되었다. 카를 5세는 군마와 왕관을 배 밖으로 던져 무게를 가볍게 한 뒤, 이끌고 온 군대를 내버려두고 본국으로 출항, 마침내 12월 3일 스페인 남동부 카르타헤나에 도착하였다.

### 날짜별 전개
다음은 역사학자 대니얼 노드맨의 연구에서 재구성한 알제 원정의 날짜별 전개이다.
- 1541년 10월 18일: 카를 5세 원정군이 마요르카섬 항구에서 출발
- 10월 19일: 원정군, 알제에 도착.
- 10월 20일: 오전 7시, 함대가 알제 항구에 도달. 오후 3시 풍랑이 거세지자 카를 5세 함대는 마티푸곶 인근으로 대피, 스페인 함대는 카신곶으로 대피.
- 10월 21일: 원정군 함대가 엄폐 상태를 유지.
- 10월 22일: 원정군 함대가 아직 대피중인 상황에서 연안을 정찰하고 식수를 확보.
- 10월 23일: 스페인 함대가 알제로 귀환. 스페인군, 이탈리아군, 독일군 상륙 (카를 5세는 오전 9시에 상륙). 작전본부를 함마에  마련. 알제리 측의 야간 기습.
- 10월 24일: 카를 5세의 거처를 쿠디아세스사분에 마련. 본격적인 전투 개시. 오후 9시경에 폭풍이 몰아닥치기 시작.
- 10월 25일: 알제리군 출격, 라스타푸라 전투. 폭풍이 거세지면서 식량과 전쟁 물자를 실었던 함대 일부가 파괴. 나머지는 마티푸곶으로 대피.
- 10월 26일: 폭풍이 계속되고 해안에 있던 카를 5세는 바다를 따라 니스와디로 후퇴하기로 결정하고 군마를 도살.
- 10월 27일: 엘하라흐 건천으로 퇴각.
- 10월 28일: 범람한 와디를 건넘.
- 10월 29일: 계속 퇴각한 끝에 마티푸곶에서 전군 집결.
- 10월 30일: 휴식을 가지며 병력을 재구성, 작전 회의 및 함대 수리.
- 10월 31일: 이탈리아군 승선.
- 11월 1일: 카를 5세와 독일군 승선.
- 11월 2일: 스페인군 승선. 풍랑이 다시 거세짐.
- 11월 3일: 폭풍을 헤치고 항해에 나섬.
- 11월 4일: 카를 5세의 베자이아 항구 상륙.  풍랑으로부터 살아남은 스페인, 마요르카, 사르데냐 원정 함대의 분산.
- 11월 5일: 마지막 선박 5척이 베자이아에 도달.

## 여파
원정 실패로 카를 5세는 전함 150척과 수많은 병력을 잃고 말았다. 오스만 제국 측의 기록에 따르면 베르베르인들이 학살한 침략군의 규모가 12,000명에 달했다고 주장하고 있다. 또한 카를 5세의 군대로부터 100개~200개의 대포를 비롯한 전쟁물자를 노획하여 알제의 성벽에 활용하였으며, 병사의 상당수는 포로로 잡혀 노예로 삼았는데, 그 수가 어찌나 많은지 알제의 시장이 노예로 가득 찼으며, 노예 값도 폭락하여 1541년 기준 1인당 양파 한 개의 가격으로 팔렸다고 전해진다.
하산 아가는 기독교 세력을 물리친 공로를 인정받아 베일레르베이 (Beylerbey)라는 칭호를 받게 되었다. 또한 이때의 참사로 스페인군이 상당히 약화된 틈을 타, 1542년 7월 스페인 오랑 기지의 항구인 메르스엘케비르의 공격에 나섰다.
찰스 램은 셰익스피어의 작품 《템페스트》에 등장하는 바다 마녀 시코락스가 이 전투에서 영감을 따왔다는 설을 제기했다. 작중 알제리의 마법사로 소개되는 시코락스는 마법으로 대혼란을 일으켰다는 이유로 고국에서 추방되었지만 '어떠한 일'을 해냈다는 이유에서 처형은 면하였다. 여기서 '어떠한 일'이란 작품 내에서 절대 언급되지 않아서 파악하기도 어렵다.찰스 램은 셰익스피어가 1541년 거센 폭풍우를 불러일으켜 원정 함대를 파괴한 무명의 알제리 마녀의 전설을 그린 것으로 보고, 처형을 면하게 한 것도 나라를 지켜주었기 때문에 그렇다고 해석한 것이다.

## 그림

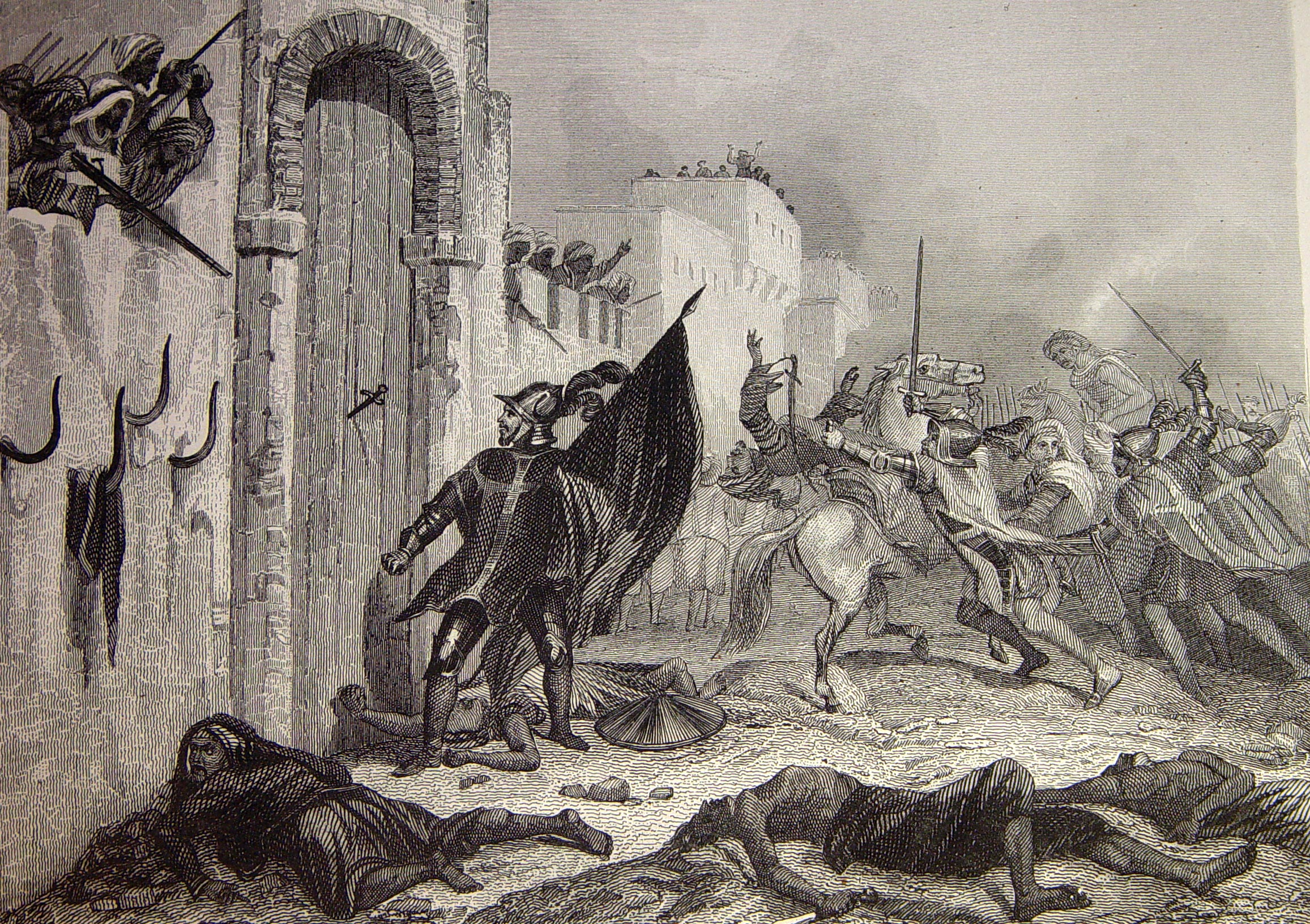
레옹 갈리베르, 《바브아준의 성문에 단검을 찔러넣는 몰타 기사》, 1844년 삽화
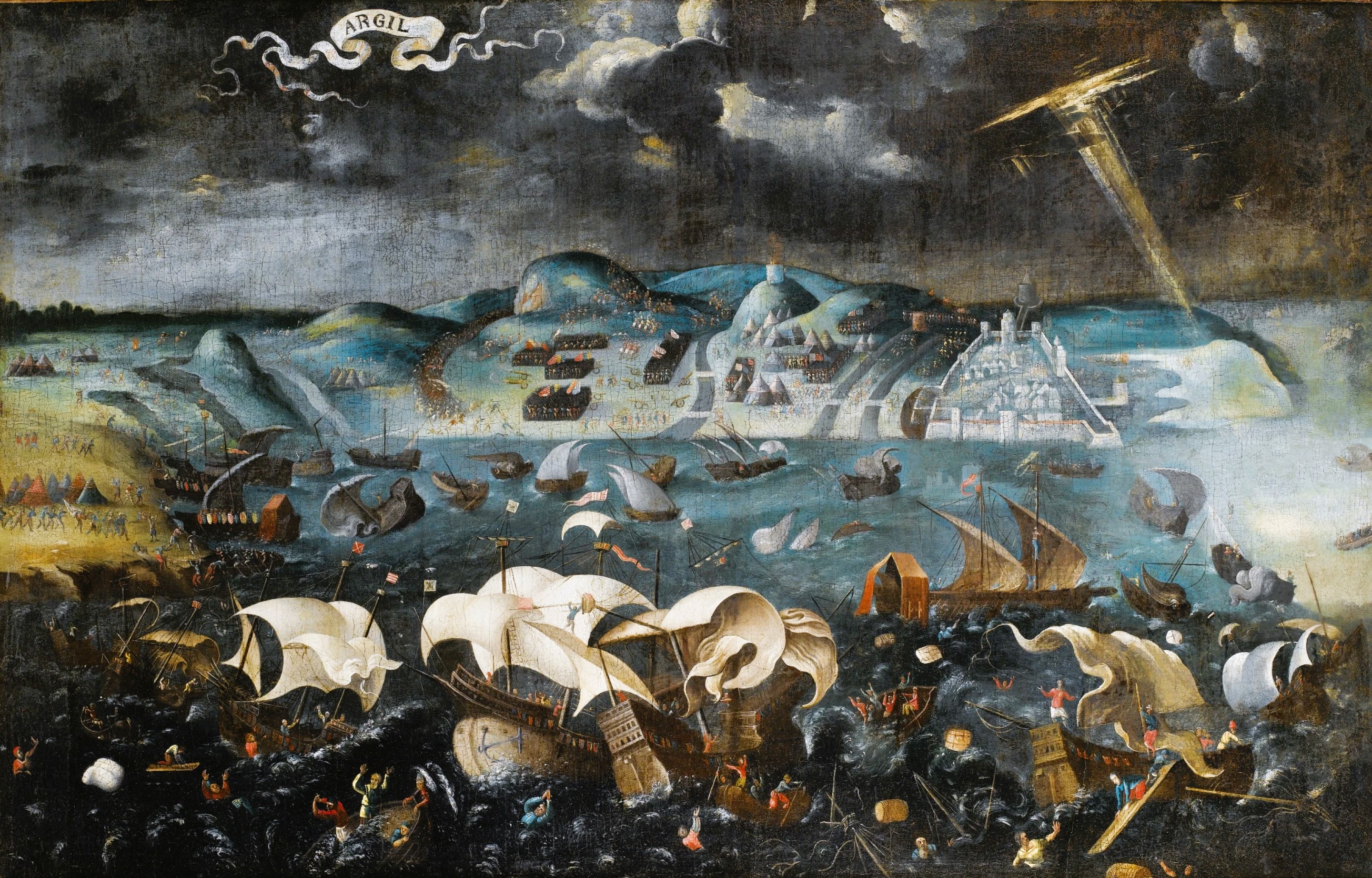
알제 만에서 난파된 카를 5세 함대를 묘사한 1580년 그림

## 같이 보기
- 알제 원정 (1516년)
- 알제 원정 (1519년)

## 참고자료
- Crowley, Roger (2013). 《Empires of the Sea: The Final Battle for the Mediterranean, 1521-1580》. Faber & Faber. ISBN 978-0-571-29819-8.
- Garnier, Edith L'Alliance Impie Editions du Felin, 2008, Paris ISBN 978-2-86645-678-8 Interview
- Spencer, William (1976). 《Algiers in the Age of the Corsairs》 (영어). University of Oklahoma Press. ISBN 978-0-8061-1334-0.

틀:스페인 제국